# Großsteingrab Thüritz
Das Großsteingrab Thüritz war eine megalithische Grabanlage der jungsteinzeitlichen Tiefstichkeramikkultur bei Thüritz, einem Ortsteil von Kalbe (Milde) im Altmarkkreis Salzwedel, Sachsen-Anhalt. Das Grab wurde im 19. Jahrhundert zerstört.

## Lage
Das Grab befand sich etwa 3 km östlich von Winterfeld bei Thüritz in einem als „Thüritzer Gehren“ bezeichneten Flurstück.

## Forschungsgeschichte
Erstmals dokumentiert wurde die Anlage in den 1830er Jahren durch Johann Friedrich Danneil. Bei einer erneuten Aufnahme der Großsteingräber der Altmark mussten Eduard Krause und Otto Schoetensack in den 1890er Jahren feststellen, dass das Grab in der Zwischenzeit im Zuge der Separation vollständig abgetragen worden war.

## Beschreibung
Das Grab war offenbar bereits bei Danneils Aufnahme stark beschädigt. Eine steinerne Umfassung ließ sich nicht mehr feststellen. Die Grabkammer war wohl ost-westlich orientiert. Genauere Angaben liegen nicht vor, eine Bestimmung des Grabtyps ist daher nicht mehr möglich.
Einen besonderen Befund stellt eine Steinpackung dar, welche eine kleine Urne umschloss. Diese war zwar zerdrückt, jedoch ließ sich ihre Form klar rekonstruieren. Sie hatte eine Höhe von 15,6 cm und war anscheinend unverziert. Sie war bis zur Hälfte mit Knochen gefüllt. Es dürfte sich hierbei um eine Nachbestattung aus der mittleren oder späten Bronzezeit gehandelt haben.